# 罗利萨之战
罗利萨之战（法语：Bataille de Roliça）发生于1808年8月17日。此役中，由阿瑟·韦尔斯利率领的英葡军队在葡萄牙罗利萨附近击败了由亨利·弗朗索瓦·德拉博德将军率领的一个人数占劣势的法国师级部队，法军最终有序地后撤。此役是英国军队在半岛战争中与法军进行的第一场战斗。

## 背景
在占领葡萄牙后的几个月里，拿破仑开始征服和控制西班牙。在此期间，拿破仑遇到了很多阻力。到7月底，西班牙人已经与法国人交手了十几次。其中最辉煌的胜利是1808年7月23日在西班牙南部包围并迫使杜庞·德·以利堂将军率领的18,000名法军士兵在拜伦投降。1808年7月30日，法国将军路易·亨利·洛伊森（Louis Henri Loison）对埃武拉进行屠城。这两个事件都将对伊比利亚半岛与英国军队的关系产生影响。
同一天，阿瑟·韦尔斯利收到了战争部长卡苏里子爵的来信。卡苏里子爵通知韦尔斯利，让-安多什·朱诺将军的部队人数已经超过25,000人。卡苏里子爵同时将驻扎在葡萄牙的英国军队增加15,000人。约翰·摩尔爵士将率领一支来自瑞典的军队抵达，另一支部队将从直布罗陀抽调。这支部队将交给时任直布罗陀总督休·达尔林普尔爵士。英国军队中的其他五位将军的资历都在韦尔斯利之上。雄心勃勃的韦尔斯利将军希望在他在葡萄牙指挥军队的时候能够有所作为。
1808年7月30日，韦尔斯利的部队在蒙德古河会见了科顿上将的舰队。韦尔斯利之所以选择这里作为他的着陆点，是因为科英布拉大学的学生早已占领了这座堡垒，这使得这里成为离里斯本最近的着陆点。在登陆时，韦尔斯利的9,000名士兵只携带了可供5,000人使用的补给。英军的一些登陆艇在海浪中倾覆，遇难的士兵是半岛战争中第一批阵亡的英军。
英国军队于8月10日在酷热中向莱里亚进军。韦尔斯利的部队于11日抵达，并很快与当地6,000名葡萄牙士兵的指挥官伯纳丁·弗莱雷·德·安德拉德将军就物资和前往里斯本的最佳路线发生争执。结最终韦尔斯利选择了一条靠近海岸和补给点的道路。随行的1,700名葡萄牙士兵由在葡萄牙军队服役的英国军官尼古拉斯·特兰特上校指挥。
随后，英国军队跟随一支法军开始向里斯本进军。法军由德拉博德伯爵亨利·弗朗索瓦将军指挥。这些部队被朱诺派去骚扰英国军队，同时他将他的大军带到了抵挡英葡军队的位置。
到8月14日，英军已经到达阿尔科巴萨并继续前进到奥比杜什。在这里，由来自英军先锋队遇到了法国军队的后卫。

## 战场
罗利萨位于一个马蹄形陡峭山丘的中心。奥比杜什和罗利萨周围的山丘有繁茂的树林。
法军在战斗开始是占领了罗利萨以北的一处高地，使他们能够封锁或保护向南通往里斯本的道路。这些高地下方的田野长满青草，但巨石和沟壑的陡峭侧面使得大规模进攻变得不可能。在战斗的第一阶段，德拉伯德将他的部队集中在山顶上。

## 战斗

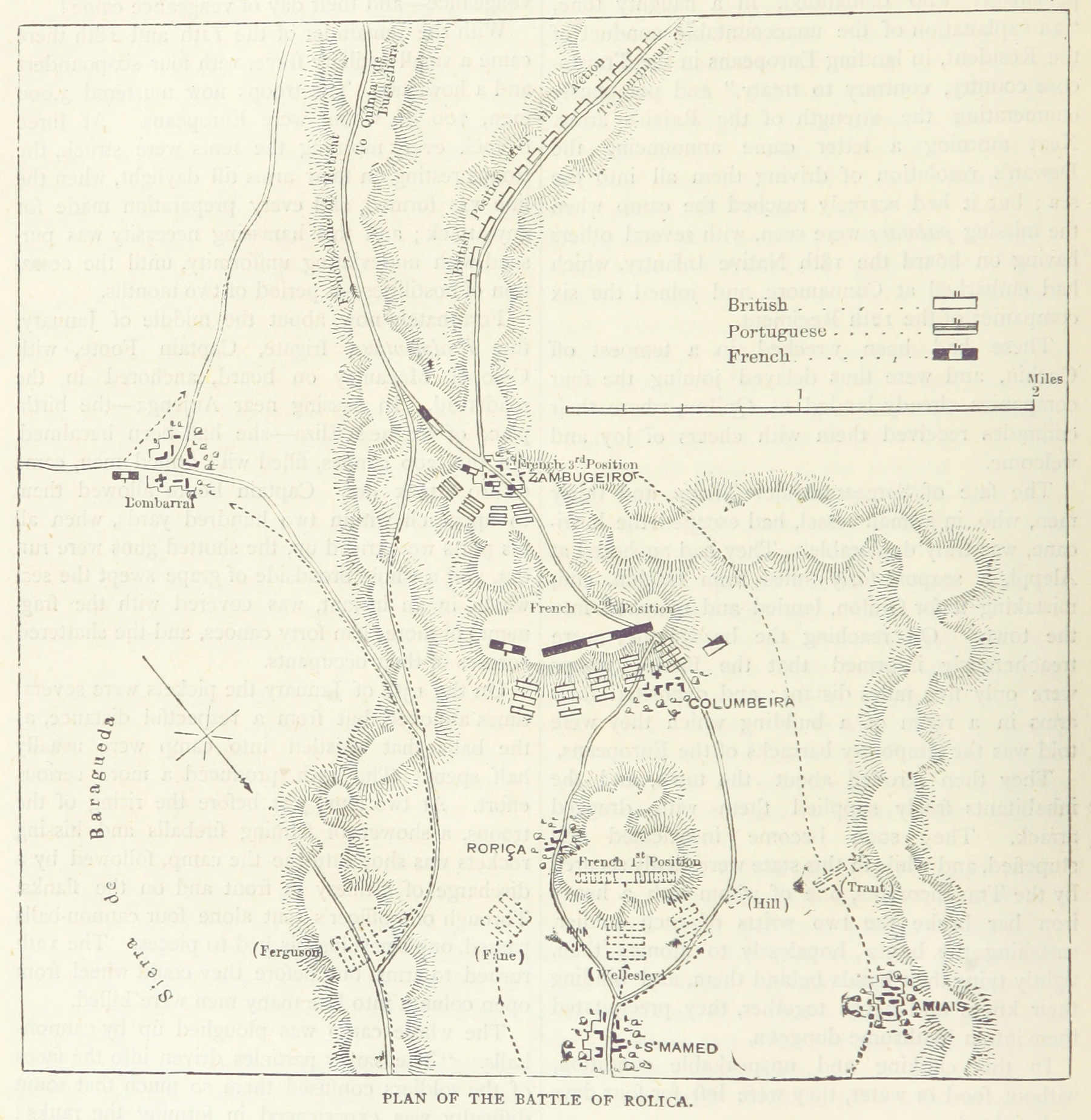
罗利萨之战地图

韦尔斯利于8月16日抵达奥比杜什，并于次日前往罗利萨。战斗开始时，德拉伯德占据了罗利萨村西北偏北的位置。韦尔斯利则将他的主力组织成三个旅的战斗纵队，向法国阵地展开三面夹击。这个战术是可行的，因为在场的英葡军队总人数是法国军队的三倍。
韦尔斯利的部队从早上9时开始尝试了两次机动，但法军指挥官及时发现了这一点，并各自向后方撤退。此时，法国人的最终阵地位于村庄的南部和东部，位于陡峭的山顶上，山顶上散落着锋利的岩石，唯一的出路是一个狭窄的沟壑。
英军第29步兵团的莱克上校随后犯了一个错误，他带着自己的部队到达法军部队后方的一个沟壑里，法军居高临下的射击击毙了莱克和第29步兵团的大多数士兵。这促使英国人进行了一次全面的进攻。这场战斗是艰难的，德拉伯德希望能从附近的盟军那里得到支持。法军击退了英军的三次进攻，直到下午将近4时。此时，韦尔斯利下令全面推进，英军利用他们的人数优势涌上岩壁，到达山顶的法国阵地。
在英国人登上岩壁后，德拉伯德的部队试图在骑兵的协助下开始有序撤退，直到法军士兵纪律破裂并开始逃窜。在没有英国骑兵追击的情况下，法军成功地撤退到了托雷斯韦德拉什附近的蒙塔奇克。

## 后果
英国-葡萄牙联军在此役中有487人伤亡，其中有超过一半是第29步兵团的士兵。法军则损失了700名士兵和5门大炮中的3门。德拉伯德本人也受了伤。第二天，韦尔斯利发现另外4,000名英军已经登陆。于是他带领他的手下掩护英军下船，而不是追击德拉伯德撤退中的部队。四天后，英军将再次遭到袭击，因此爆发了维梅罗战役。

## 脚注
1. 1 2 3 4 5  Bodart 1908，第389頁.
2. 1 2  Baker 2006，第825頁.
3. ↑  Baker 2006，第826頁.
4. ↑  Longford 1970，第148-152頁.
5. ↑  Longford 1970，第153頁.
6. 1 2 3 4 5  Southey 1828b，第190-193頁.
7. 1 2 3 4 5  Southey 1828b，第187-190頁.
8. 1 2 3  Cribb 2021.

## 延伸阅读
- Benjamin Randell Harris. . 2011.